# 锡德里克·刘易斯
锡德里克·刘易斯（英語：Cedric Lewis，1969年9月24日—），美国NBA联盟前职业篮球运动员。